# …Of Frost and War
Az …Of Frost and War a holland Hail of Bullets zenekar bemutatkozó albuma, mely a Metal Blade Records gondozásában jelent meg 2008-ban.
Az album a 2007-es Hail of Bullets demó 4 dalát is tartalmazza. A szövegek a második világháború keleti frontjának csatáit írják le. Az eseményeket kronológiai sorrendben vezetik elő. Az album első felében német szemszögből, a lemez vége fele pedig az oroszok szemszögéből mutatják be a háborút. A dalok nélkülöznek minden politikai nézetet, csupán a történelmi tényekre hivatkoznak. 
A felvételek Rotterdamban az Excess stúdióban zajlottak, és három hetet vettek igénybe. Hangmérnök Hans Pieters volt, akit a vokális részeknél Chris segített ki. A keverést a svédországi Unisound Studioban végezte Dan Swanö, aki az Ordered Eastward című dalban vokalizál is.

## Az album dalai
1. Before the Storm (Barbarossa)
2. Ordered Eastward
3. The Lake Ladoga Massacre
4. General Winter
5. Advancing Once More
6. Red Wolves of Stalin
7. Nachthexen
8. The Crucial Offensive (19-11-1942, 7.30 AM)
9. Stalingrad
10. Insanity Commands (bonus track)
11. Inferno at the Carpathian Mountains
12. Berlin

## Közreműködők
- Martin van Drunen - ének
- Paul Baayens - gitár
- Stephan Gebedi - gitár
- Theo van Eekelen - basszusgitár
- Ed Warby - dob

## Külső hivatkozások
- Hail of Bullets a Myspace-en